# デビッド・パッカード
デビッド・パッカード（David Packard, 1912年9月7日 - 1996年3月26日）は、アメリカ合衆国の工学者、実業家。ヒューレット・パッカードの共同創業者。

## 経歴
コロラド州プエブロに生まれる。幼少時から科学に興味を持ち、模型や実験装置を作って遊んでいたパッカードは、12歳の時には真空管ラジオを組み立て、高校に入る頃にはアマチュア無線局を持っていた。1930年秋スタンフォード大学に入学し、ウィリアム・ヒューレットと出会う。1934年に文学士号を取得。1936年ニューヨーク州スケネクタディのゼネラル・エレクトリックに入社、真空管工学部に配属される。

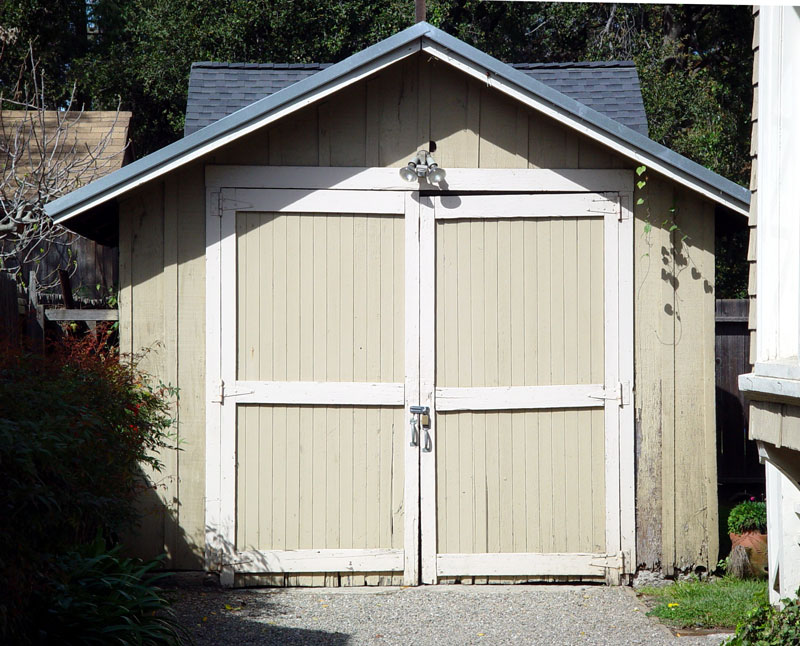
創業した際に使用した、カリフォルニア州パロアルトにあるパッカードの車庫。2007年5月、アメリカ合衆国の史跡に指定された。

1938年、真空管の理論を研究するためスタンフォード大学の特別研究員としてカリフォルニアに戻り、1939年に電気工学の修士号を取得。ヒューレットと以前から話し合っていた事業計画について取り組みを再開した。1939年、ヒューレットとパートナーシップ契約を結び、538ドルの資本金でパッカードの車庫にヒューレット・パッカードを設立した。パッカードは1939年から1947年までパートナーとして働き、法人格を取得した1947年から1964年まで社長を務め、1964年から1968年まで最高経営責任者、1964年から1968年までと1972年から1993年まで取締役会会長を務めた。
1969年、ニクソン政権下で国防副長官を務めるためにヒューレット・パッカードを離れる。1971年まで務め、カリフォルニアに戻ると再び取締役会会長に選任される。
1980年代前半から死去するまで、パッカードは妻ルシル・サルター（1987年没）とともに数多くの慈善活動に積極的に関わった。1978年、デビッド・ルシル夫妻はモントレー湾水族館財団を創設した。夫妻は慈善事業であるモントレー湾水族館を設立するために5500万ドルを寄贈し、海洋生物学者である娘ジュリーを代表者に1984年に開館した。1987年に、パッカードはモントレー湾水族館研究所を設立するために1300万ドルを寄付した。以来パッカード財団は研究所の営業予算の約90%を提供している。
1964年、デビッド・ルシル夫妻は慈善団体「デビッド&ルシル・パッカード財団」を設立した。1986年、夫妻はスタンフォード大学内にルシル・サルター・パッカード小児病院を設立するために4000万ドルを寄付した。病院は1991年6月に開院した。1996年3月26日、死去。83歳。

## 栄誉・受賞
- 1975年 - ワシントン賞
- 1982年 - 米陸軍士官学校よりSylvanus Thayer賞、アメリカエンジニアリング協会（United Engineering Societies）よりジョン・フリッツ・メダル
- 1989年 - 米国科学アカデミーより公共福祉メダル
- 1996年 - バウアー賞ビジネスリーダーシップ部門受賞
- 1997年 - ヴァネヴァー・ブッシュ賞
- 1988年 - アメリカ国家技術賞（「産業界や政治、特に技術関連の広範囲な領域における並外れた無欲のリーダーシップ」に対して）

## 著書
- David Packard, David Kirby, Karen R. Lewis, The HP Way: How Bill Hewlett and I Built Our Company, HarperBusiness, 1996, ISBN 0887308171
  - 伊豆原弓（訳） 『HPウェイ シリコンバレーの夜明け』 日本経済新聞社、2000年、ISBN 4532190215